# Lista de municípios do Rio de Janeiro

Estado do Rio de Janeiro dividido em municípios

Esta é uma lista de municípios do Rio de Janeiro, que são as divisões oficiais do referido estado, localizado na Região Sudeste do Brasil. De acordo com o Instituto Brasileiro de Geografia e Estatística (IBGE), o estado possui 92 municípios, a nona menor quantidade dentre as unidades da Federação, correspondendo a 1,65% do total de municípios do país.
Cada município possui sua sede, chamada de cidade, podendo ainda ser dividido em unidades menores chamadas de distritos, cujas sedes são chamadas de vilas. Os municípios gozam de autonomia política e se regem por lei orgânica, porém, diferente da União e dos estados, não dispõem de um poder judiciário, sendo administrados apenas por um prefeito e uma câmara de vereadores, que constituem, respectivamente, os poderes executivo e legislativo.
Com mais de 43 mil km² de área, o estado do Rio de Janeiro é um dos menores estados do Brasil, com extensão comparável a países como Dinamarca e Estónia. Faz divisa com o Espírito Santo a nordeste, Minas Gerais a noroeste e São Paulo a sudoeste. É banhado pelo Oceano Atlântico e faz parte do bioma da Mata Atlântica.
Sua capital e município mais populoso é o Rio de Janeiro com 6 milhões e 700 mil habitantes, é também o segundo município mais populoso do Brasil, e já foi a capital federal de 1763 até 1960. Seu município mais antigo é Angra dos Reis, fundado em 1502 com a chegada da expedição portuguesa de Gonçalo Coelho, enquanto seu município mais novo é Mesquita, emancipado de Nova Iguaçu em 1999.

## Municípios
A lista abaixo segue a ordem alfabética com todos os 92 municípios do Rio de Janeiro, incluindo seus nomes, os códigos numéricos que recebem do Instituto Brasileiro de Geografia e Estatística (IBGE) para fins estatísticos e computacionais, um mapa de localização no Rio de Janeiro do território municipal destacado em vermelho e seus símbolos (bandeira e brasão).
 †   Capital do estado 
| #  | Município                     | Código IBGE | Localização | Bandeira | Brasão |
| -- | ----------------------------- | ----------- | ----------- | -------- | ------ |
| 1  | Angra dos Reis                | 3300100     |             |          |        |
| 2  | Aperibé                       | 3300159     |             |          |        |
| 3  | Araruama                      | 3300209     |             |          |        |
| 4  | Areal                         | 3300225     |             |          |        |
| 5  | Armação dos Búzios            | 3300233     |             |          |        |
| 6  | Arraial do Cabo               | 3300258     |             |          |        |
| 7  | Barra do Piraí                | 3300308     |             |          |        |
| 8  | Barra Mansa                   | 3300407     |             |          |        |
| 9  | Belford Roxo                  | 3300456     |             |          |        |
| 10 | Bom Jardim                    | 3300506     |             |          |        |
| 11 | Bom Jesus do Itabapoana       | 3300605     |             |          |        |
| 12 | Cabo Frio                     | 3300704     |             |          |        |
| 13 | Cachoeiras de Macacu          | 3300803     |             |          |        |
| 14 | Cambuci                       | 3300902     |             |          |        |
| 15 | Campos dos Goytacazes         | 3301009     |             |          |        |
| 16 | Cantagalo                     | 3301108     |             |          |        |
| 17 | Carapebus                     | 3300936     |             |          |        |
| 18 | Cardoso Moreira               | 3301157     |             |          |        |
| 19 | Carmo                         | 3301207     |             |          |        |
| 20 | Casimiro de Abreu             | 3301306     |             |          |        |
| 21 | Comendador Levy Gasparian     | 3300951     |             |          |        |
| 22 | Conceição de Macabu           | 3301405     |             |          |        |
| 23 | Cordeiro                      | 3301504     |             |          |        |
| 24 | Duas Barras                   | 3301603     |             |          |        |
| 25 | Duque de Caxias               | 3301702     |             |          |        |
| 26 | Engenheiro Paulo de Frontin   | 3301801     |             |          |        |
| 27 | Guapimirim                    | 3301850     |             |          |        |
| 28 | Iguaba Grande                 | 3301876     |             |          |        |
| 29 | Itaboraí                      | 3301900     |             |          |        |
| 30 | Itaguaí                       | 3302007     |             |          |        |
| 31 | Italva                        | 3302056     |             |          |        |
| 32 | Itaocara                      | 3302106     |             |          |        |
| 33 | Itaperuna                     | 3302205     |             |          |        |
| 34 | Itatiaia                      | 3302254     |             |          |        |
| 35 | Japeri                        | 3302270     |             |          |        |
| 36 | Laje do Muriaé                | 3302304     |             |          |        |
| 37 | Macaé                         | 3302403     |             |          |        |
| 38 | Macuco                        | 3302452     |             |          |        |
| 39 | Magé                          | 3302502     |             |          |        |
| 40 | Mangaratiba                   | 3302601     |             |          |        |
| 41 | Maricá                        | 3302700     |             |          |        |
| 42 | Mendes                        | 3302809     |             |          |        |
| 43 | Mesquita                      | 3302858     |             |          |        |
| 44 | Miguel Pereira                | 3302908     |             |          |        |
| 45 | Miracema                      | 3303005     |             |          |        |
| 46 | Natividade                    | 3303104     |             |          |        |
| 47 | Nilópolis                     | 3303203     |             |          |        |
| 48 | Niterói                       | 3303302     |             |          |        |
| 49 | Nova Friburgo                 | 3303401     |             |          |        |
| 50 | Nova Iguaçu                   | 3303500     |             |          |        |
| 51 | Paracambi                     | 3303609     |             |          |        |
| 52 | Paraíba do Sul                | 3303708     |             |          |        |
| 53 | Paraty                        | 3303807     |             |          |        |
| 54 | Paty do Alferes               | 3303856     |             |          |        |
| 55 | Petrópolis                    | 3303906     |             |          |        |
| 56 | Pinheiral                     | 3303955     |             |          |        |
| 57 | Piraí                         | 3304003     |             |          |        |
| 58 | Porciúncula                   | 3304102     |             |          |        |
| 59 | Porto Real                    | 3304110     |             |          |        |
| 60 | Quatis                        | 3304128     |             |          |        |
| 61 | Queimados                     | 3304144     |             |          |        |
| 62 | Quissamã                      | 3304151     |             |          |        |
| 63 | Resende                       | 3304201     |             |          |        |
| 64 | Rio Bonito                    | 3304300     |             |          |        |
| 65 | Rio Claro                     | 3304409     |             |          |        |
| 66 | Rio das Flores                | 3304508     |             |          |        |
| 67 | Rio das Ostras                | 3304524     |             |          |        |
| 68 | Rio de Janeiro†               | 3304557     |             |          |        |
| 69 | Santa Maria Madalena          | 3304607     |             |          |        |
| 70 | Santo Antônio de Pádua        | 3304706     |             |          |        |
| 71 | São Fidélis                   | 3304805     |             |          |        |
| 72 | São Francisco de Itabapoana   | 3304755     |             |          |        |
| 73 | São Gonçalo                   | 3304904     |             |          |        |
| 74 | São João da Barra             | 3305000     |             |          |        |
| 75 | São João de Meriti            | 3305109     |             |          |        |
| 76 | São José de Ubá               | 3305133     |             |          |        |
| 77 | São José do Vale do Rio Preto | 3305158     |             |          |        |
| 78 | São Pedro da Aldeia           | 3305208     |             |          |        |
| 79 | São Sebastião do Alto         | 3305307     |             |          |        |
| 80 | Sapucaia                      | 3305406     |             |          |        |
| 81 | Saquarema                     | 3305505     |             |          |        |
| 82 | Seropédica                    | 3305554     |             |          |        |
| 83 | Silva Jardim                  | 3305604     |             |          |        |
| 84 | Sumidouro                     | 3305703     |             |          |        |
| 85 | Tanguá                        | 3305752     |             |          |        |
| 86 | Teresópolis                   | 3305802     |             |          |        |
| 87 | Trajano de Moraes             | 3305901     |             |          |        |
| 88 | Três Rios                     | 3306008     |             |          |        |
| 89 | Valença                       | 3306107     |             |          |        |
| 90 | Varre-Sai                     | 3306156     |             |          |        |
| 91 | Vassouras                     | 3306206     |             |          |        |
| 92 | Volta Redonda                 | 3306305     |             |          |        |

## Galeria

Municípios mais populosos do estado do Rio de Janeiro
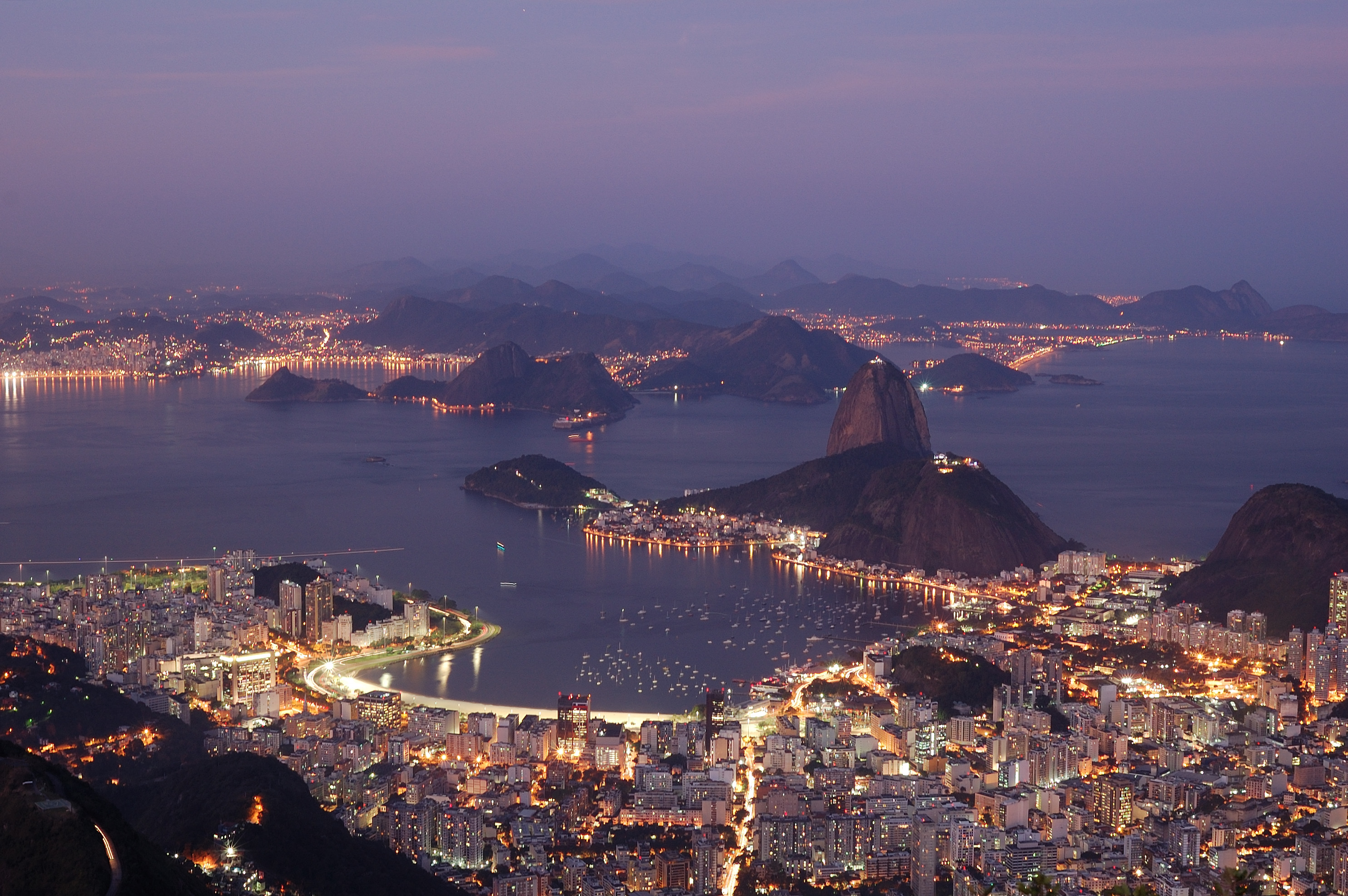
Rio de Janeiro, capital homônima do estado e município mais populoso
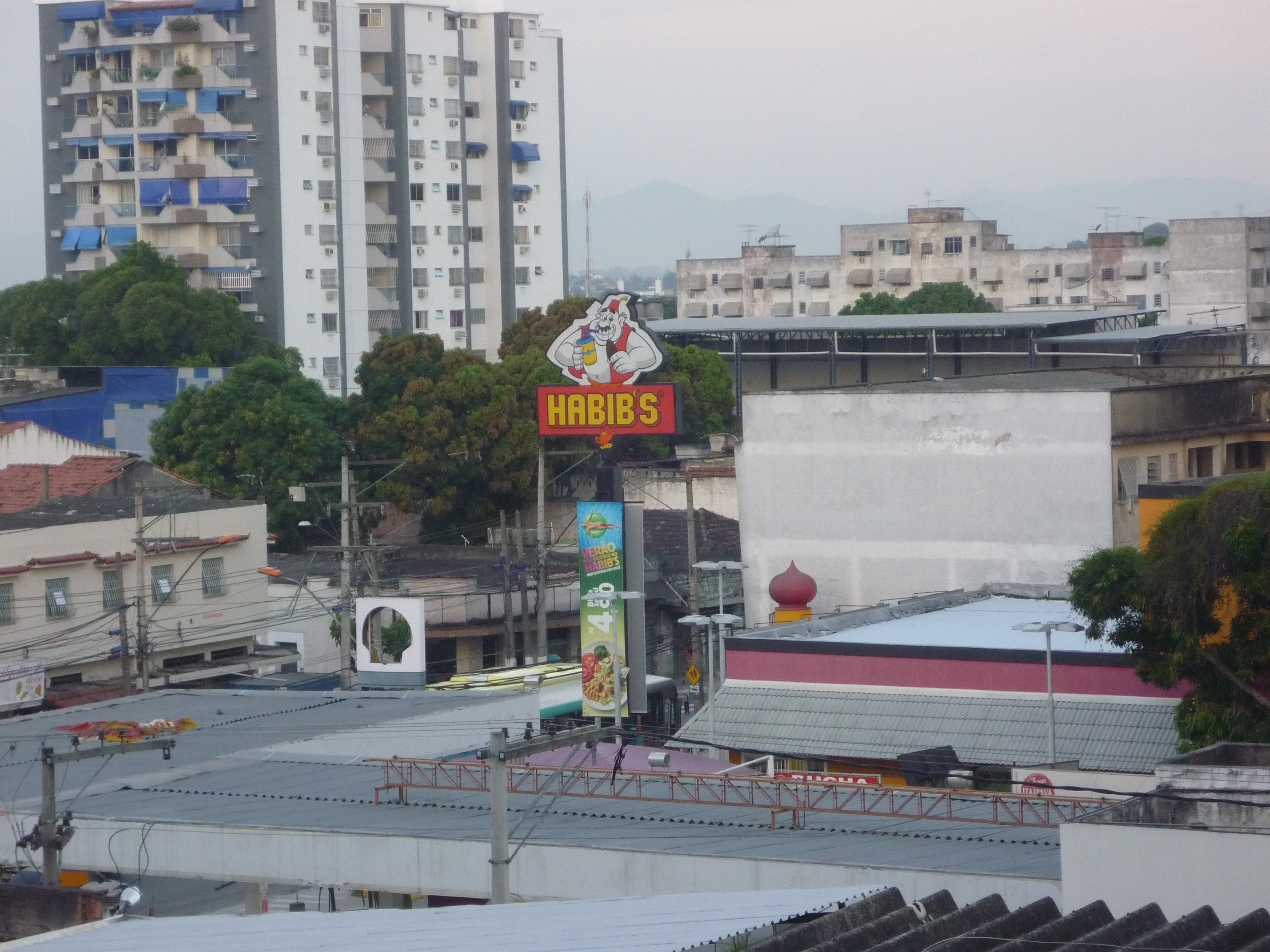
São Gonçalo, segundo município mais populoso
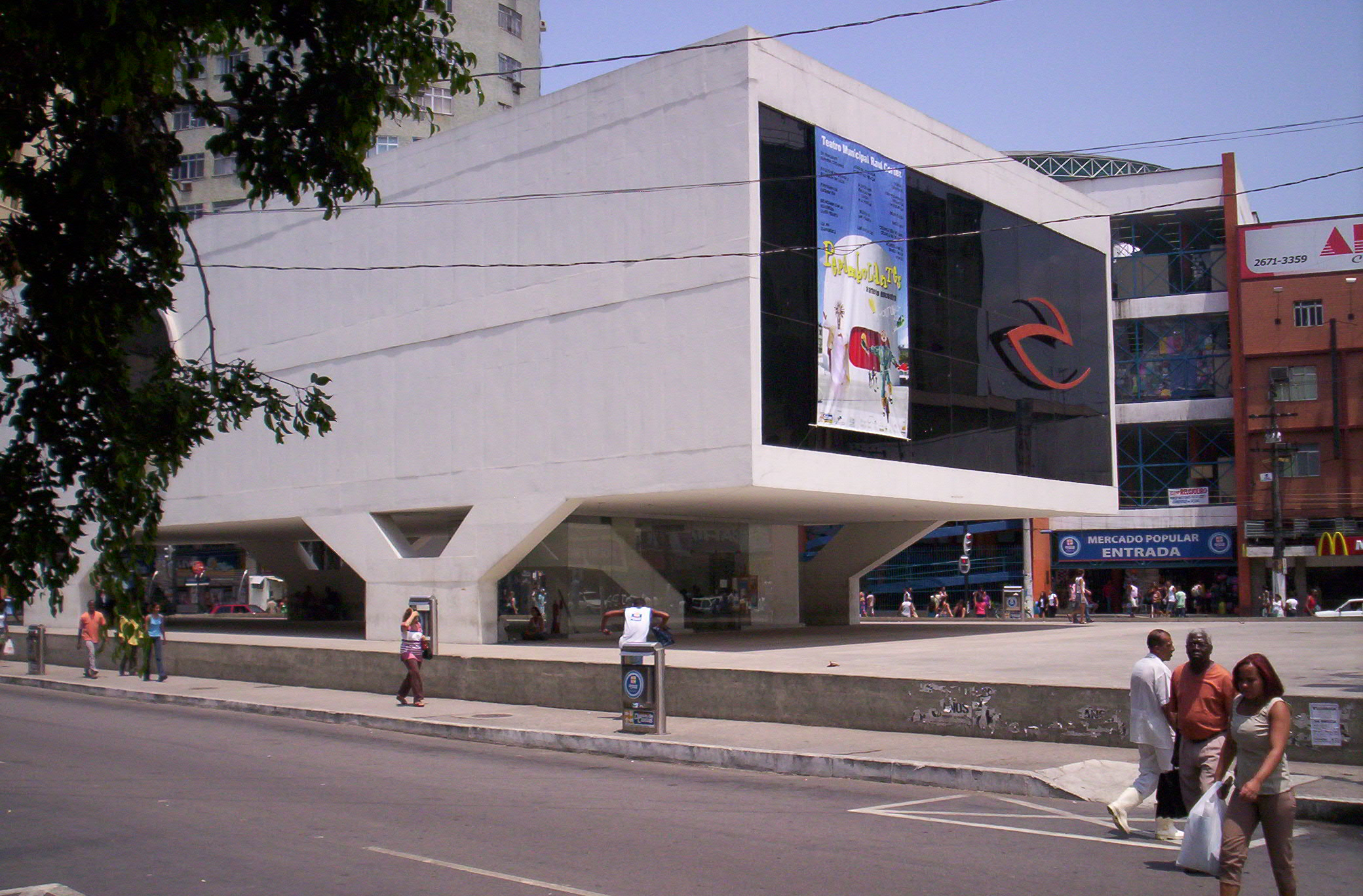
Duque de Caxias, terceiro município mais populoso
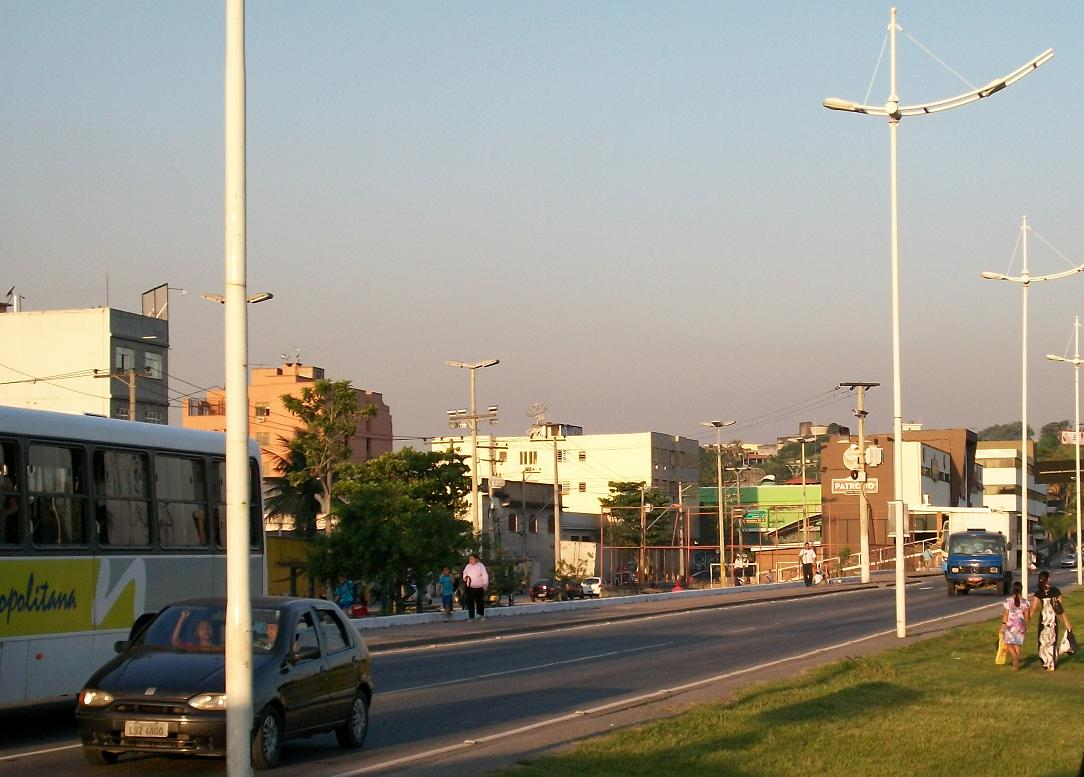
Nova Iguaçu, quarto município mais populoso
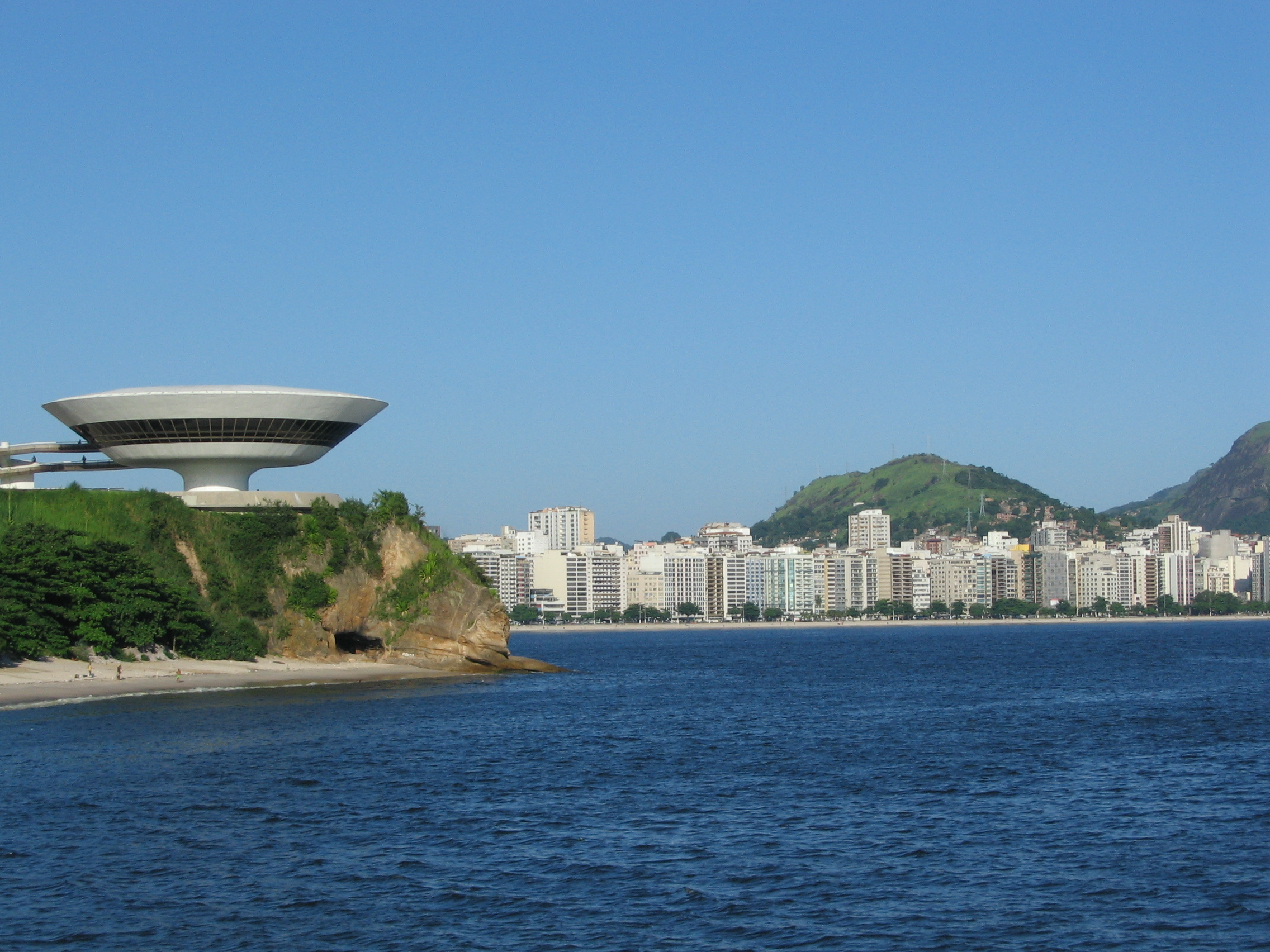
Niterói, quinto município mais populoso